# Maxillaria notylioglossa
Maxillaria notylioglossa, the Notylia-like Lip Maxillaria, là một loài lan bản địa của tropical Nam Mỹ.

## Synonyms
- Maxillaria cerifera Barb.Rodr.
- Maxillaria flavoviridis Barb.Rodr.
- Maxillaria meirax Rchb.f. & Warm.
- Ornithidium ceriferum (Barb.Rodr.) Barb.Rodr.
- Ornithidium divaricatum Barb.Rodr.
- Ornithidium flavoviridium (Barb.Rodr.) Barb.Rodr.
- Maxillaria nervosa Rolfe ex Britton
- Maxillaria divaricata (Barb.Rodr.) Cogn.
- Maxillaria divaricata var. parvifolia Cogn.
- Maxillaria fallax Schltr.
- Rhetinantha cerifera (Barb.Rodr.) M.A.Blanco
- Rhetinantha divaricata (Barb.Rodr.) M.A.Blanco
- Rhetinantha notylioglossa (Rchb.f.) M.A.Blanco
- Tư liệu liên quan tới Maxillaria notylioglossa tại Wikimedia Commons